# Aire sous la courbe (pharmacocinétique)
Pour les articles homonymes, voir SSC, AUC et Aire sous la courbe.
La surface sous la courbe (abrégée en SSC ou AUC, pour l'anglais Area Under the Curve) est la mesure de la surface située sous le tracé d'une fonction mathématique dessinée dans un repère. Formellement, cette valeur correspond à l'intégrale de la fonction dont les images correspondent aux valeurs absolues des images de la fonction mathématique en question. Autrement dit, si on définit la fonction f, la fonction dont on veut calculer la SSC, et la fonction g de façon que g = |f|, on peut dire que :  
{\displaystyle SSC(f)=\int _{-\infty }^{+\infty }g(x)}
Dans le domaine de la pharmacocinétique, on utilise souvent l'aire sous la courbe d'un graphique représentant la concentration plasmatique d'un médicament en fonction du temps.

## Application en pharmacocinétique
Mathématiquement, l'aire sous la courbe de la concentration d'un agent au cours du temps est une mesure de l'intégrale des concentrations instantanées pendant un intervalle de temps, et a pour dimension : (masse/volume) × temps. 
La SSC est habituellement donnée pour l'intervalle de temps théorique allant de zéro à l'infini, mais d'autres intervalles de temps sont parfois utilisés avec la notation SSC(t1,t2) où t1 et t2 représentent les deux bornes (de début et de fin) de l'intervalle. Concrètement, les concentrations plasmatiques d'un principe actif ne peuvent pas être mesurées « à l'infini » pour un patient ou un sujet d'expérience, aussi différentes approches mathématiques permettent, à partir d'un nombre limité de mesures de concentration, d'extrapoler la valeur de la SSC sur un temps infini.
Par exemple, dans un modèle à un compartiment, ou l'évolution de la concentration (C) en principe actif au cours du temps est décrite par une mono-exponentielle ayant comme constante d'élimination K, de la forme :
{\displaystyle C=C_{0}{\rm {e}}^{-Kt}.}
Si l'on intègre de zéro à l'infini, on obtient :
{\displaystyle SSC_{0}^{\infty }=\int _{0}^{\infty }C_{0}{\rm {e}}^{-Kt}\mathrm {d} t=C_{0}/K.}

## SSC et biodisponibilité

Surface sous la courbe (SSC) de la concentration plasmatique en intraveineuse (iv) et par voie orale (po).

En pharmacocinétique, la biodisponibilité fait généralement référence à la fraction de médicament absorbé systématiquement, et ainsi est disponible pour produire un effet biologique. Elle est souvent mesurée en quantifiant la SSC. Afin de déterminer les SSC respectives, la concentration de sérum en fonction du temps est typiquement étudiée en utilisant un marquage au carbone 14 et la spectrométrie de masse accélérée.
La biodisponibilité peut être mesurée en termes de « biodisponibilité absolue » ou de « biodisponibilité relative ».

### Biodisponibilité absolue
La biodisponibilité absolue fait référence à la biodisponibilité du médicament quand il est administré par un moyen non-intraveineux (non-IV) (i.e. comprimé oral, suppositoire, sous-cutané, etc.), comparée à la biodisponibilité du même médicament administré en intraveineuse (IV). Pour cela, on compare la SSC du dosage non-IV avec la SSC du dosage IV. Ce rapport est normalisé en multipliant par la dose respective de chaque dosage.
{\displaystyle F_{abs}=\left({\frac {SSC_{non-IV}}{SSC_{IV}}}\ \right)\times \left({\frac {Dose_{IV}}{Dose_{non-IV}}}\ \right)}

### Biodisponibilité relative
La biodisponibilité relative compare la biodisponibilité entre deux dosages différents. De nouveau les SSC relatives sont utilisées pour effectuer cette comparaison et les doses relatives sont utilisées pour normaliser le calcul.
{\displaystyle F_{rel}=\left({\frac {SSC_{dosageA}}{SSC_{dosageB}}}\ \right)\times \left({\frac {Dose_{B}}{Dose_{A}}}\ \right)}